# Jagati

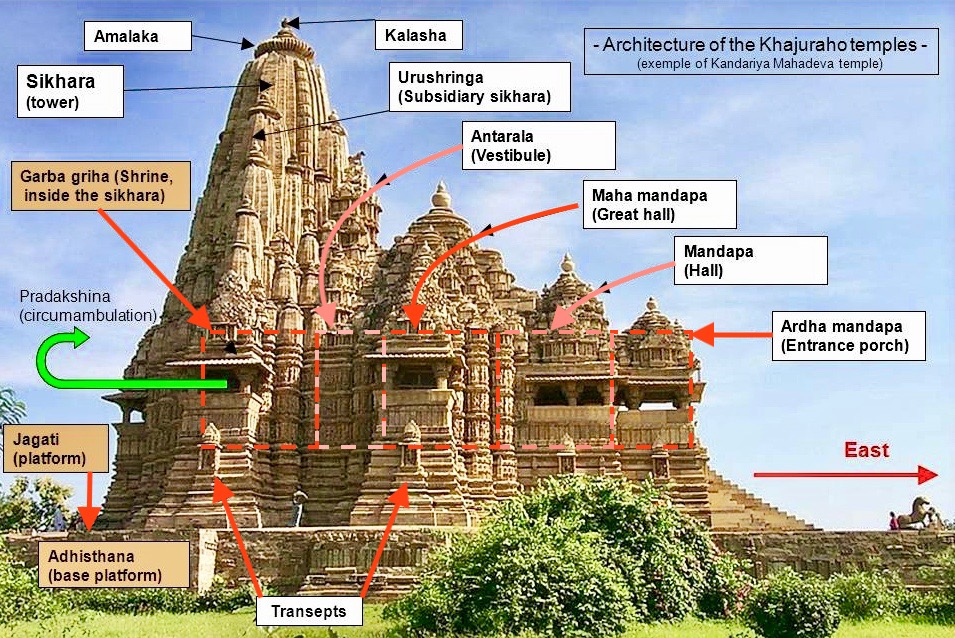
Kandariya-Mahadeva-Tempel in Khajuraho

Als Jagati werden in der indischen Architektur die erhöht liegenden Plattformen bezeichnet, auf denen die meisten Tempel im Norden Indiens und später alle bedeutenden Grabbauten der Mogulzeit aufruhen. Die Plattformen buddhistischer Stupas werden hingegen zumeist medhi genannt.

## Verbreitung
Die Jagati-Plattformen sind hauptsächlich im Norden Indiens verbreitet, doch auch in Mittel- oder Südindien kommen sie in deutlich niedrigerer Form vor (z. B. Hoysala-Tempel von Belur und Somanathapura). Die Tempel der Chola-Dynastie in Tamil Nadu liegen zwar erhöht auf einem sockelartigen Unterbau, dessen Grundfläche ist jedoch nicht größer als die des Tempels, so dass eine Möglichkeit zur erhöhten Umschreitung (pradakshina) des Tempels nicht gegeben war (z. B. Brihadishvara-Tempel in Thanjavur).

## Funktion
Bereits die frühen Jagati-Plattformen hatten mehrere Funktionen: Zum einen schützten sie die Tempel vor Wassereinbrüchen bei Starkregenfällen (Gewitter, Monsunregen) oder vor frei herumlaufenden Tieren (Rinder, Schafe etc.), zum anderen ermöglichten sie den Gläubigen die rituelle Umschreitung (pradakshina), ohne sich die Füße im Schlamm oder mit Tierkot schmutzig zu machen, was letztlich eine entsprechende Verschmutzung des Tempels zur Folge gehabt hätte. Darüber hinaus erhielt das auf der Plattform aufruhende Bauwerk eine optische – und damit auch symbolische – „Erhöhung“.

## Entwicklung
Die frühen freistehenden Tempel der Gupta-Zeit lagen in nahezu ebenem Gelände (z. B. Tempel Nr. 17 in Sanchi oder Kankali-Devi-Tempel in Tigawa); die späteren Gupta-Tempel besaßen bereits eine ausgeprägte Plattform von etwa 1,50 Metern Höhe (z. B. Dashavatara-Tempel in Deogarh, Parvati-Tempel in Nachna, Shiva-Tempel in Bhumara), die eine erhöhte Umschreitung des Tempels gestattete. Auch spätere Tempel kamen – je nach Gelände – ohne Plattformen aus (z. B. Ramesvara-Mahadeva-Tempel, Amrol oder Maladevi-Tempel in Gyaraspur). In der Blütezeit des indischen Tempelbaus, d. h. im 10. – 12. Jahrhundert ruhten jedoch die meisten Tempel auf Plattformen, die im Norden Indiens (z. B. Lakshmana-Tempel und Kandariya-Mahadeva-Tempel in Khajuraho) bis zu 4 m hoch sein konnten.

## Mogul-Mausoleen

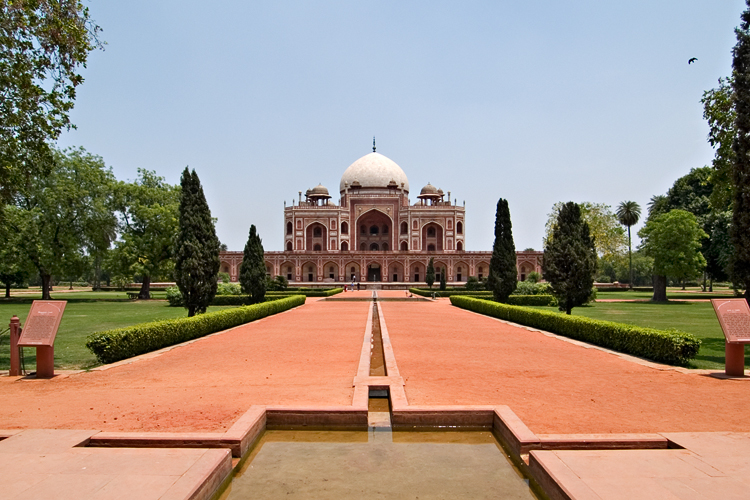
Humayun-Mausoleum

Standen die frühen islamischen Mausoleen Indiens in der Zeit des Sultanats von Delhi noch in ebenem oder durch Erdanschüttungen nur leicht erhöhtem Gelände (Lodi-Gärten), so erheben sich bereits das Grabmal Sher Khan Suris (um 1540) oder der Gründungsbau der Mogul-Architektur, das Humayun-Mausoleum (um 1560), auf einer deutlich erhöhten steinernen Plattform. Alle bedeutenden späteren Grabbauten der Mogulzeit folgen diesem Beispiel (Akbar-Mausoleum, Itimad-ud-Daula-Mausoleum, Taj Mahal, Bibi-Ka-Maqbara u. a.). Obwohl den Muslimen eine rituelle Umschreitung ihrer Sakral- und Memorialbauten unbekannt war, so dürften die Gründe für den Bau von Plattformen ansonsten prinzipiell dieselben gewesen sein wie die bei den deutlich älteren Tempelbauten der Hindus. Des Weiteren ist bemerkenswert, dass einige wenige Plattformen der Mogul-Architektur nach außen hin geöffnet sind und Grabräume mit Kenotaphen für Familienangehörige des Herrschers beinhalten.